# David Wilshire
David Wilshire, född 16 september 1943, död 31 oktober 2023, var en brittisk konservativ politiker. Han var parlamentsledamot för valkretsen Spelthorne i Surrey 1987-2010. Wilshire valde att inte ställa upp i valet 2010 till följd av påståenden som gjorde gällande att han missbrukat skattemedel för att gynna sitt eget företag, påståenden Wilshire själv avvisat som felaktiga.